# Heinrich von Vietinghoff
Heinrich Gottfried von Vietinghoff genannt (tysk: kendt som) Scheel (6. december 1887 – 23. februar 1952) var en tysk generaloberst i den tyske hær (Wehrmacht) under 1. verdenskrig og 2. verdenskrig.

## Opvækst og familie
Vietinghoff blev født i Mainz, Storhertugdømmet Hessen. Hans militære karriere blev stærkt støttet af hans forældre, artillerigeneralløjtnant Heinrich Otto Konrad von Vietinghoff gennant Scheel (1857–1917) og Leona Gräfin von Vietinghoff gennant Scheel (nee von Schmettow) (1861–1942). Han gik ind i hæren i en alder af 15, hvor han løj omkring sin alder i de første år.[kilde mangler]

## Militær karriere
Den 24. november 1938, blev Vietinghoff udpeget til at lede 5. Panzer-Division, som skulle deltage i invasionen af Polen under Wilhelm Ritter von Leeb. Han blev forfremmet til general i juni 1940, hvorefter han ledede det tyske XLVI Panzer-Korps i Jugoslavien. Under Operation Barbarossa var hans korps en del af Heeresgruppe Mitte (Armegruppe Centrum) under general Fedor von Bock. På den tid kom han ud for en ulykke, hvorefter han fik kælenavnet "Panzerknacker" ("Panserbryder").[kilde mangler] Von Vietinghoff var senere sammen med general Heinz Guderian i den tyske 2. Panzer-Armee.
Fra december 1941 til august 1943 var han øverstbefalende for den tyske 15. armé i Frankrig. I Italien fra 1943 og derefter ledede han den tyske 10. armé, hvor han havde ansvaret for det succesfulde forsvar af de linjer, der var bygget tværs over Italien. Han kæmpede ved Gustav-linjen fra november 1944 til maj 1945 og fra efteråret 1944 ved den Gotiske linje. I oktober 1944 fik han midlertidligt kommandoen over hele den italienske front (Heeresgruppe C), da feltmarskal Albert Kesselring blev svært såret i en bilulykke. I januar 1945, da Kesselring kom tilbage, forlod von Vietinghoff Italien for at lede Armégruppe Kurland i Østpreussen. Da Kesselring i marts 1945 blev flyttet til den tyske Armegruppe Vest i Frankrig, kom von Vietinghoff tilbage som øverstkommanderende i Italien. Han overgav sig den 2. maj 1945 og blev indsat i Special Camp 11 i Bolzano Italien den 23. maj 1945. Han forblev krigsfange indtil 1946.[kilde mangler] Heinrich von Vietinghoff døde den 23. februar 1952 i Pfronten-ried.

## Militær rang
1. Fähnrich: 6. marts 1906
2. Leutnant: 27. januar 1907
3. Hauptmann: 24. juni 1915
4. Major: 1. marts 1926
5. Oberstleutnant: 1. februar 1931
6. Oberst: 1. april 1933
7. Generalmajor: 1. april 1936
8. Generalleutnant: 1. marts 1938
9. General der Panzertruppe: 1. juni 1940
10. Generaloberst: 1. september 1943 [1]

## Medaljer
1. Knight's Cross of the Iron Cross – 24 June 1940
2. Oakleaves (No. 456) to the Knight’s Cross – 16 April 1944
3. German Cross in Gold – 22 April 1942
4. Prussian Royal House Order of Hohenzollern, Knight’s Cross with Swords – 18 April 1918
5. Prussian Iron Cross, 1st Class (1914) – 23 April 1915
6. Prussian Iron Cross, 2nd Class (1914) – 13 September 1914
7. 1939 Bar to the Prussian Iron Cross, 1st Class – 28 September 1939
8. 1939 Bar to the Prussian Iron Cross, 2nd Class – 21 September 1939
9. Medal for the Winter Campaign in Russia 1941-1942
10. Saxon Albert Order, Knight 2nd Class with Swords
11. Mecklenburg-Schwerin Military Merit Cross, 2nd Class
12. Saxe-Meiningen Honor Cross for Merit in War
13. Lübeck Hanseatic Cross
14. Cross of Honor for Combatants 1914-1918
15. Armed Forces Long Service Award, 1st Class (25-years)
16. Armed Forces Long Service Award, 3rd Class (12-years)
17. Austrian Order of the Iron Crown, 3rd Class with War Decoration
18. Austrian Military Merit Cross, 3rd Class with War Decoration
19. Turkish War Medal (Iron Crescent)
20. Bulgarian Military Merit Order (Officer’s Cross)
21. Tank Battle Badge (Silver) (Panzerkampfabzeichen)
22. Wound Badge in Black – World War I [1]

## Bøger
- Gregory Blaxland (1979). Alexander's Generals (the Italian Campaign 1944-1945) (engelsk). London: William Kimber & Co. ISBN 0 7183 0386 5.